# Midnight Love
Midnight Love studijski je album američkog soul vokala Marvina Gayea, koji izlazi u listopadu 1982.g.
Midnight Love zadnji je studijski album kojeg je Gaye snimio u svojoj glazbenoj karijeri i prvi kojeg objavljuje u diskografskoj kući 'Columbia Records', samo mjesec dana nakon njegovog raskida ugovora s dugogodišnjim izdavačem 'Motown'. Glazbeni časopis 'New Musical Express' postavlja ga na #1 i proglašava ga 1982. albumom godine.
Od svih njegovih hitova da tada, na albumu se nalazi skladba "Sexual Healing" koja je postala njegova najveća uspješnica i najduže se zadržala na Billboardovoj R&B top ljestvici (punih deset tjedana). Osim gitare, Gaye u ovoj skladbi izvodi svaki instrument pojedinačno.

## Popis pjesama
Sve pjesme skladao je Marvin Gaye, osim gdje je drugačije naznačeno.
1. "Midnight Lady" – 5:17
2. "Sexual Healing" (Odell Brown, Gaye, David Ritz)  – 3:59
3. "Rockin' After Midnight" – 6:04
4. "'Til Tomorrow" – 4:57
5. "Turn On Some Music" – 5:08
6. "Third World Girl" – 4:36
7. "Joy" – 4:22
8. "My Love Is Waiting" (Gordon Banks)  – 5:07

## Izvođači
- Marvin Gaye - vokal, bubnjevi, Fender Rhodes pianino, sintisajzer, orgulje, zvona, vibrafon, ručne činele, bongosi, konge
- Gordon Banks - gitara, bas-gitara, bubnjevi, Fender Rhodes pianino
- James Gadson - bubnjevi u skladbi "Midnight Lady"
- Bobby Stern - tenor saksofon, usna harmonika
- Joel Peskin - alt i tenor saksofon
- Harvey Fuqua - prateći vokali u skladbi "Sexual Healing"
- David Stout And The L.A. Horn Section - Puhački instrumenti
- McKinley T. Jackson - Projekcija puhačkih instrumenata

## Vanjske poveznice
- Discogs.com - Marvin Gaye - Midnight Love